# Carletonville

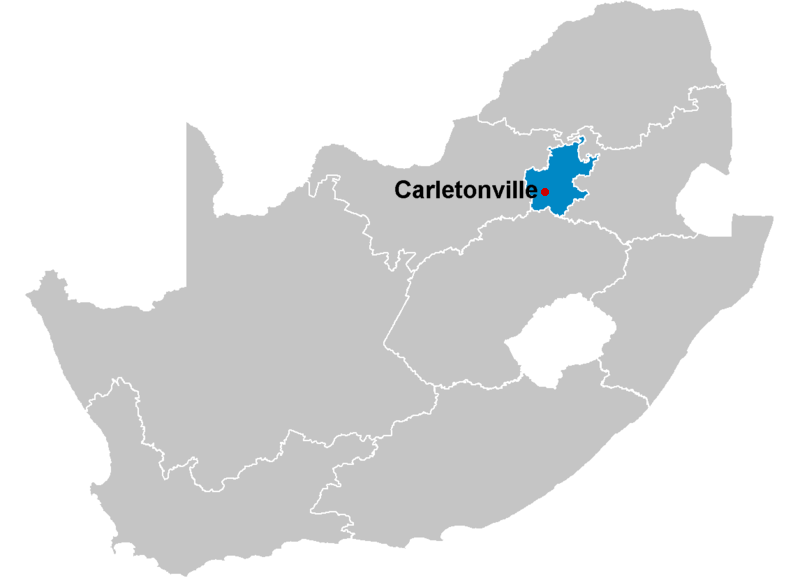
Carte de Carletonville, Gauteng, Afrique du Sud, lieu de l'effondrement de la mine d'Elandsrand le 3 octobre 2007, qui a piégé 3 200 mineurs

Carletonville est une ville minière d'Afrique du Sud située dans le Witwatersrand dans l'ouest de la province du Gauteng. 
Carletonville est située à 80 km au sud-ouest de Johannesburg et à 420 km au nord est de Kimberley. La zone urbaine regroupant Carletonville, ses faubourgs et ses townships compte 183 000 habitants (selon le recensement de 2001).
Fondée en 1937 dans le district d'Oberholzer, sur des terrains rachetés par des compagnies minières à la suite de la découverte de gisements aurifères, et baptisée en l'honneur de Guy Carleton Jones, directeur de Consolidated Gold Fields, Carletonville ne fut officiellement enregistrée, en tant que localité minière, qu'en 1948. 
En 1956, elle devient une commune autonome lors de son amalgamation avec Oberholzer puis une municipalité en 1959. 
Cette ville fut un bastion afrikaner gérée par le parti conservateur d'Afrique du Sud à la fin des années 1980. Elle était alors peuplée de 40 000 habitants alors que Khutsong, son principal township comptait 50 000 habitants. Depuis les élections municipales du 4 novembre 1995, le conseil municipal de la communauté urbaine de Carletonville est dominé par le congrès national africain. 
Le 5 décembre 2000, Carletonville, Khutsong et ses faubourgs de Blybank et Welverdiend ont intégré la municipalité locale de Merafong au côté notamment de la commune rurale de Fochville.

## Personnalités
- Theo van Rensburg (1967-), joueur de rugby à XV international, est né à Carletonville.